# Крекис, Индулис
И́ндулис Кре́кис (латыш. Indulis Krēķis, род. 1960, Латвийская ССР) — директор Службы военной разведки и безопасности Латвии (с 2002 года). Награждён орденом Виестура, за образцовую организацию саммита НАТО. Окончил исторического факультета Латвийского государственного университета. Работал директором Военного музея Латвии.